# 子宝ちんこすこう
子宝ちんこすこう（こだからちんこすこう）とは、株式会社ワンダーリューキューが企画・デザイン制作、菓子メーカー珍品堂が製造するちんすこう。またその登録商標である。

## 概要
菓子が陰茎（「ちんこ」）の形状をしているちんこすこう。単に「ちんこすこう」と呼ばれることも多い。沖縄県内の神社にて商品製造時に使用する金型に子宝祈願をしており、沖縄県の高い出生率にちなんで2006年に発売された。
ノーマルと「掘りたて紅いも味」「南国チョコ味」「ほっこり抹茶味」の種類が存在し、いずれの商品にもおまけとして「ちんことわざカルタ」が1枚ついている。離島を含む沖縄県内の土産品店や那覇空港を中心に販売されている。尚、2008年より秋冬限定で「セレブチョコ 子宝ちんこすこう」が発売され人気となったが、その後「子宝ちんこすこう 南国チョコ味」と名称を変更して通年販売されている。
発売直後、エフエム沖縄のラジオ番組「川ちゃんのちゃーあしびーRADIO!」にて、ガレッジセールの川田広樹が取り上げ話題となった。現在では少しずつメディア露出も増え「たまごクラブ」や「日経ビジネス」等の雑誌メディアにも取り上げられている。

## キャラクター
マスコットキャラクターは「ちんすこ坊や」（なぜか「ちんこ坊や」でも「ちんすこう坊や」でもない）。パッケージデザインの他、ストラップ等のオリジナルノベルティ（非売品）に使用されている。LINEスタンプも存在するが、リジェクトに次ぐリジェクトの中でパンツを履いた状態とすることでようやくリリースされた（公式Twitterより）。

## ちんことわざカルタ
「子宝ちんこすこう」におまけとして1枚同梱されている、名刺サイズのカルタ。
ノーマルについている青色の「ちんことわざカルタ（45種類）」と、「掘りたて紅いも味」についている紫色の「NEW ちんことわざカルタ（45種類）」、「セレブチョコ 子宝ちんこすこう」についている茶色の「NEO ちんことわざカルタ」の合わせて135種類が存在する。
例えば、「あ あたま隠してちんこ隠さず」「で 出るちんこは打たれる」「ま 負けるが勝ちんこ」「ろ 論よりちんこ」といったように、ことわざの中に「ちんこ」という言葉が入っているものが基本形。中には、「よ 横ちんを入れる」といった直接的に「ちんこ」を使わないものや、「せ 世界の中心でちんこと叫ぶ」のように明らかにことわざでないものもある。全てのカルタに「子宝&健康運あっぷ」などの文言が記載されており、「子宝&」以下は「健康運」「仕事運」「恋愛運」「対人運」「金運」など、カルタごとに異なる。
ちなみに絵札はない。